# Льюис, Фредди (баскетболист, 1921)
Фредерик Б. «Фредди» Льюис-младший (англ. Frederick B. "Freddie" Lewis jr.; 6 января 1921, Бруклин, Нью-Йорк, США — 27 декабря 1994, Сакраменто, штат Калифорния, США) — американский профессиональный баскетболист и тренер.

## Ранние годы
Фредди Льюис родился 6 января 1921 года в Бруклине, самом густонаселённом боро Нью-Йорка, там же учился в школе имени Джеймса Мэдисона, в которой играл за местную баскетбольную команду, после чего в 1941 году поступил на кампус университета Лонг-Айленда в Бруклине, но проучился в нём только два года. В 1946 году окончил Университет Восточного Кентукки, где в течение двух лет играл за команду «Истерн Кентукки Колонелс», в которой провёл успешную карьеру, набрав в итоге 1021 очко. При Льюисе «Колонелс» выступали в конференции Kentucky Intercollegiate Athletic (KIAC), которая входит в National Association of Intercollegiate Athletics (NAIA).

## Профессиональная карьера
Играл на позиции лёгкого форварда и атакующего защитника. В 1946 году Фредди Льюис заключил соглашение с командой «Шебойган Рэд Скинс», выступавшей в Национальной баскетбольной лиге (НБЛ). Позже выступал за команды «Бирмингем Скайхокс» (ПБЛА), «Индианаполис Каутскис» (НБЛ),  «Индианаполис Джетс» (БАА), «Балтимор Буллетс» (НБА, БАА), «Филадельфия Уорриорз» (НБА), «Вашингтон Кэпитолс» (АБЛ) и «Миддлтаун Гардс» (АБЛ). Всего в НБЛ и НБА провёл по 2 сезона. В 1947 году включался в 1-ю сборную всех звёзд НБЛ, а также был признан новичком года НБЛ. Всего за свою карьеру в НБЛ Фредди сыграл 88 игр, в которых набрал 1024 очка (в среднем 11,6 за игру). Всего за карьеру в БАА и НБА Льюис сыграл 95 игр, в которых набрал 799 очков (в среднем 8,4 за игру) и сделал 132 передачи. Помимо этого Фредди Льюис в составе «Рэд Скинс» и «Каутскис» два раза участвовал во Всемирном профессиональном баскетбольном турнире, но без особого успеха.

## Тренерская карьера
Выступая в качестве игрока в составе «Бирмингем Скайхокс» (1948), Фредди Льюис был играющим тренером команды, а с 1950 года, будучи ещё действующим игроком, стал тренировать (1950—1954) баскетбольную команду школы Амитивилля (округ Саффолк, остров Лонг-Айленд, штат Нью-Йорк), где выиграл 63 процента проведённых игр (63—40). После завершения профессиональной карьеры игрока Льюис сначала на протяжении одного сезона (1956—1957) работал ассистентом главного тренера в студенческой команде «Гавайи Рейнбоу Уорриорз», а потом в течение пяти лет — на посту главного тренера команды «Саутерн Мисс Голден Иглс» (1957—1962), причём в обеих имел положительный баланс побед и поражений (21—2 и 89—38 соответственно). Затем, сменив прописку, шесть сезонов руководил командой «Сиракьюс Орандж» (1962—1968), в которой выиграл 63 процента матчей (91—57). В сезоне 1965/1966 годов Фредди второй раз в истории команды вывел «Орандж», лидером которых в то время был Дэйв Бинг, в плей-офф турнира NCAA, там она пробилась в 1/4 финала (англ. Elite Eight), где проиграла команде «Дьюк Блю Девилз» со счётом 81—91, которая в итоге дошла до финала четырёх NCAA (англ. Final Four). В 1968 году Фредди Льюис перебрался в Калифорнию, где устроился на должность спортивного директора студенческой команды «Сакраменто Стэйт Хорнетс». В сезоне 1984/1985 годов исполнял обязанности главного тренера команды, но неудачно, «Хорнетс» выиграли всего 7 игр из 35. В итоге, тренируя студенческие клубы, Льюис выиграл 60 процентов матчей (208—125).

## Смерть
Фредди Льюис умер 27 декабря 1994 года на 74-м году жизни в городе Сакраменто (штат Калифорния).

## Статистика

### Статистика в НБА
| Сезон                                                                                    | Команда              | Регулярный сезон | Регулярный сезон | Регулярный сезон | Регулярный сезон | Регулярный сезон | Регулярный сезон | Регулярный сезон | Регулярный сезон | Регулярный сезон | Регулярный сезон | Регулярный сезон | Серия плей-офф | Серия плей-офф | Серия плей-офф | Серия плей-офф | Серия плей-офф | Серия плей-офф | Серия плей-офф | Серия плей-офф | Серия плей-офф | Серия плей-офф | Серия плей-офф |
| Сезон                                                                                    | Команда              | GP               | GS               | MPG              | FG%              | 3P%              | FT%              | RPG              | APG              | SPG              | BPG              | PPG              | GP             | GS             | MPG            | FG%            | 3P%            | FT%            | RPG            | APG            | SPG            | BPG            | PPG            |
| ---------------------------------------------------------------------------------------- | -------------------- | ---------------- | ---------------- | ---------------- | ---------------- | ---------------- | ---------------- | ---------------- | ---------------- | ---------------- | ---------------- | ---------------- | -------------- | -------------- | -------------- | -------------- | -------------- | -------------- | -------------- | -------------- | -------------- | -------------- | -------------- |
| 1948/49                                                                                  | Индианаполис         | 8                |                  |                  | 27,0             |                  | 70,8             |                  | 2,4              |                  |                  | 9,9              | Не участвовал  | Не участвовал  | Не участвовал  | Не участвовал  | Не участвовал  | Не участвовал  | Не участвовал  | Не участвовал  | Не участвовал  | Не участвовал  | Не участвовал  |
| 1948/49                                                                                  | Балтимор             | 53               |                  |                  | 33,5             |                  | 77,1             |                  | 1,7              |                  |                  | 11,4             | 3              |                |                | 42,9           |                | 70,0           |                | 1,0            |                |                | 12,3           |
| 1949/50                                                                                  | Балтимор             | 18               |                  |                  | 22,7             |                  | 68,4             |                  | 1,0              |                  |                  | 3,5              | Не участвовал  | Не участвовал  | Не участвовал  | Не участвовал  | Не участвовал  | Не участвовал  | Не участвовал  | Не участвовал  | Не участвовал  | Не участвовал  | Не участвовал  |
| 1949/50                                                                                  | Филадельфия Уорриорз | 16               |                  |                  | 28,4             |                  | 92,3             |                  | 0,4              |                  |                  | 3,4              | Не участвовал  | Не участвовал  | Не участвовал  | Не участвовал  | Не участвовал  | Не участвовал  | Не участвовал  | Не участвовал  | Не участвовал  | Не участвовал  | Не участвовал  |
|                                                                                          | Всего                | 95               |                  |                  | 31,2             |                  | 76,5             |                  | 1,4              |                  |                  | 8,4              | 3              |                |                | 42,9           |                | 70,0           |                | 1,0            |                |                | 12,3           |
| Наведите курсор мыши на аббревиатуры в заголовке таблицы, чтобы прочесть их расшифровку. |                      |                  |                  |                  |                  |                  |                  |                  |                  |                  |                  |                  |                |                |                |                |                |                |                |                |                |                |                |